# سیلم (ویرجینیا)
سیلم (به انگلیسی: Salem) شهری در ایالت ویرجینیا کشور ایالات متحده آمریکا است که جمعیت آن در سرشماری سال ۲۰۱۰ میلادی، ۲۴٬۸۰۲ نفر بوده‌است.